# Cal Fuster (Navars)
Cal Fuster és una masia situada al municipi de Navars, a la comarca catalana del Bages. Hi ha un obrador de mel.